# Forty Shades
Forty Shades ist eine 2007 gegründete Melodic-Power-Metal-Band, deren Mitglieder aus der Schweiz und Deutschland kommen.

## Geschichte
Forty Shades ist eine 6-köpfige atmosphärische Melodic-Power-Metal-Band und wurde von Tobias Gut (Keyboard, Piano) und Manuela Kraller (ehemals Sängerin von Xandria) im Jahre 2007 unter dem Namen „Nagor Mar“ gegründet.
Zunächst begann die Formation als female-fronted Symphonic-Metal-Band, die sich an Bands wie Nightwish oder Evanescence orientierte. Nachdem Manuela Kraller die Band 2012 verlassen hatte, wurde Sänger Tosse Basler (zu dem Zeitpunkt Gitarrist bei Crematory und ehemals Sänger bei Poison Asp) in die Band geholt und ein Namenswechsel auf Forty Shades vorgenommen.
Mit dem ersten Album Camera Silens wurde die Band vom deutschen Label 7hard unter Vertrag genommen und konnte europaweit viele positive Bewertungen von Magazinen wie Metal Hammer, Rock Hard, Legacy u. a. verzeichnen. So erhielt das Album unter anderem von Metal Hammer (Italy) 9/10 Punkten und wurde als eines der besten Newcomer Metal-Alben 2015 angepriesen. Die Band spielte bereits als Support vor Acts wie Beyond the Black oder Masterplan.
Im Frühjahr 2016 unterschrieb die Band den Booking- und Managementvertrag mit der Agentur EAM. Die Band veröffentlichte am 27. April 2018 ihr neustes Werk – „Blackstar Diamond“.

### Camera Silens
Beim Album Camera Silens von Forty Shades handelt es sich um orchestralen Metal.
Inhaltlich behandeln die Liedtexte Themenkreise aus dem Aleister Crowley Tarot, griechischer und ägyptischer Mythologie (Black Winged Sun, Seven Moons, Purple Flame, Pillars of Doom). Auch die Tragik der Vergänglichkeit, Verlust und Suizid (In a Darker Shade of Gloom), Macht (Love Lane Princess), Trennungs- und Verlassenheitsschmerz und die Endlichkeit an sich (Bloodmoon, The End) sind Themen auf Camera Silens. Vorgetragen in der Gestalt des Lord Charon, der Fährmann der griechischen Mythologie, der die Toten für einen Obolus über die Styx ins Totenreich des Hades bringt.
Das wohl härteste Lied dieses Albums, Pillars of Doom, beschreibt im ersten Teil das Schicksal des Prometheus, der nicht sterben darf, weil er den Menschen unerlaubterweise das Feuer brachte und von da an seine immer wieder nachwachsende Leber täglich von einem Adler aufgefressen bekommt.
Im zweiten Teil zeigt sich die Menschheit, dem Feuer bemächtigt, in ihrer unermesslichen Überheblichkeit, indem sie Gott spielen will. Der personifizierte Gott legt sich den Lauf einer geladenen Waffe auf die Zunge, den Finger am Abzug, symbolisch als Machtdemonstration, mit der Absicht, die gesamte Menschheit auf einmal wegpusten zu können.
Der letzte, dritte Teil, zeigt den Menschengott im Beispiel der christlichen Religion, wie er sich letztendlich vor seinem eigens geschaffenen „Jüngsten Gericht“, verantworten muss.

### Blackstar Diamond
"Blackstar Diamond" ist der zweite Output der deutsch/schweizerischen Metalformation Forty Shades. Es  handelt  sich  hierbei um  ein atmosphärisches, progressives, Powermetal Konzeptalbum. Das Album, bestehend aus Balladen, mid- und up-Tempo-Nummern wurde von Kohle Kohlmannslehner (Crematory, Sieges Even, Powerwolf, Aborted) produziert.
Die Songtexte beschreiben eine tyrannisierte Erdengemeinschaft, mit Sklaven, hochtechnisiertem Militär und hochentwickelter Forschung um die 5000 n. Chr. Ein Universum mit vielen Planetengemeinschaften und unterschiedlichen Existenzformen. Von Gottheiten auf dem Prinzip des Dualismus erschaffen und einem ganz besonderen Planeten, dem "Blackstar Diamond", in den die Gottheiten das ultimative Dunkle und Böse haben bannen müssen, um das Gleichgewicht der Kräfte in diesem Universum erhalten zu können.

## Diskografie
- 2015: Camera Silens (Album, 7hard)
- 2018: Blackstar Diamond (Album, RecordJet)